# Tachytrechus mesasiaticus
Tachytrechus mesasiaticus är en tvåvingeart som beskrevs av Stackelberg 1934. Tachytrechus mesasiaticus ingår i släktet Tachytrechus och familjen styltflugor. Inga underarter finns listade i Catalogue of Life.